# Oceanijska funta
Oceanijska funta, valuta koji je izdavao Japan tijekom Drugoga svjetskog rata. Jedna oceanijska funta dijelila se na dvadeset šilinga. Oceanijska funta imala je samo četiri denominacije: pola šilinga, jedan šiling, 10 šilinga i jedna funta. Izdavana je za područja njenih mandatnih područja (Nanyou), okupirana područja otoka Guama, otočje Gilbert i Ellice, Karolinske otoke, Marijanske otoke, Solomonsko otočje, Palau i Teritorij Nove Gvineje. Premda se službeno zvala "Oceanija", regiju se smatralo financijskom i valutnom unijiom pod japanskim kolonijalnim dominionom u koji je ušlo nekoliko političkih jurisdikcija. Oceanijska funta bila je vezana na japanski jen. Središnja banka koja ga je izdavala bila je japanska vlada. Kao što je bilo uobičajeno kod japanskog invazijskog novca, novčanice nose naslov na engleskom "The Japanese Government" (hrv. Japanska Vlada) a ne ime regije za koju su bile namijenjene. Razlog je bio što su te valute bile tiskane unaprijed i njima se namjeravali pustiti ih u optjecaj u više od jedne države u toj regiji, koju su Japanci kanili apsorbirati u Veliku istočnoazijsku sferu sunapretka.